# Le Pêcheur (Sorolla)
Pour les articles homonymes, voir Le Pêcheur.
Le Pêcheur est un tableau réalisé par le peintre espagnol Joaquín Sorolla en 1904. L’œuvre a été peinte sur la plage valencienne de Cabañal et montre en premier plan un garçon qui porte dans une corbeille le résultat de la pêche réalisée de la journée.
Il s'agit d'une composition remarquable par sa luminosité où prédominent les tons bleus et roses. Le personnage principal suit une diagonale, est coupé au niveau des genoux, le torse nu et un chapeau lui protège le visage. Il soutient avec le bras gauche une corbeille d'osier couverte par un tissu agité par le vent, laissant voir la pêche. En fond, des enfants jouent dans les vagues.
Certains ont vu dans cette œuvre l'influence de la photographie sur laquelle Sorolla avait travaillé quelques années durant sa jeunesse avec Antonia García Peris. L'élève avait commencé une relation avec la fille du maître, Clotilde, qui devint son épouse.
Le tableau faisait partie de la première exposition internationale du peintre dans la galerie Georges Petit à Paris en 1906 et a dès lors été aux mains de collectionneurs privés.
En 2010 il fut exposé à New York, Moscou, Barcelone et Madrid, puis vendu aux enchères le 23 novembre par la maison Sotheby's, au prix de 3.6 millions d'euros. En 2003 la toile L'heure du bain (1904), autre œuvre de Sorolla réalisée sur  la même plage de Valence, atteignit 5323990 euros.